# Max Hansen
Max Hansen (31 de julho de 1908 - 7 de março de 1990) foi um oficial alemão que serviu na Waffen-SS durante a Segunda Guerra Mundial. Ele foi condecorado com a Cruz de Cavaleiro da Cruz de Ferro com Folhas de Carvalho.

## Carreira

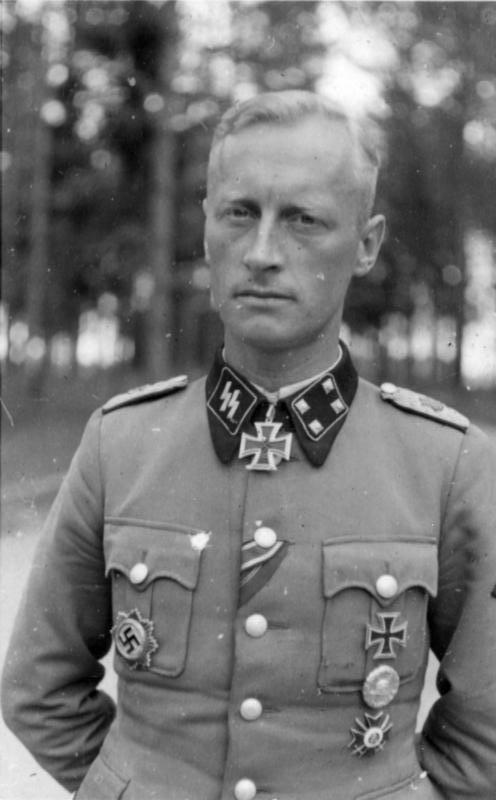
Então SS-Sturmbannführer Max Hansen com suas medalhas. Ele porta a Cruz de Cavaleiro no pescoço, a Cruz Germânica no bolso direito, as fitas da Cruz de Ferro de 2ª classe e Medalha Oriental, a Cruz de Ferro de 1ª classe sobre a Distintivo de Ferido em prata e a Ordem Militar "Pela Coragem".

Max Hansen juntou-se à SS-Verfügungstruppe ("tropas de eliminação da SS") em 1933. Em 1939, Hansen era comandante da 12ª companhia da Leibstandarte SS Adolf Hitler. Após a captura de Rostov em 20 de novembro de 1941, nas batalhas de inverno de 1941/42, Hansen foi condecorado com a Cruz Germânica em Ouro.
A partir de 1942, o SS-Sturmbannführer (major) Hansen liderou o II./SS-Panzergrenadier-Regiment 1. Com sua unidade, Hansen participou da reconquista de Kharkov, pela qual foi condecorado com a Cruz de Cavaleiro em 28 de março de 1943. Hansen mais tarde assumiu o comando de todo o SS-Panzergrenadier-Regiment 1. Com este regimento, ele participou da Batalha do Bulge, na Frente Ocidental, e da ofensiva no Lago Balaton em 1945, na Frente Oriental.
Em 17 de abril de 1945, ele foi premiado com as Folhas de Carvalho para a sua Cruz de Cavaleiro, por suas excelentes realizações de combate e comando durante a ofensiva das Ardenas e nas batalhas perto do Lago Balaton, na Hungria. Ele também recebeu a condecoração Voenen Orden "Za Hrabrost" (Ordem Militar "Pela Coragem") IV grau, 1ª classe da Bulgária.
No final da guerra, Hansen era SS-Standartenführer (coronel).

## Condecorações
| Cruz de Ferro (1939) 2ª Classe                                   | 8 de novembro de 1939  |
| Cruz de Ferro (1939) 1ª Classe                                   | 7 de maio de 1941      |
| Cruz Germânica em Ouro                                           | 26 de dezembro de 1941 |
| Distintivo de combate fechado em Prata                           | 7 de setembro de 1943  |
| Distintivo de combate fechado em Ouro                            | 12 de março de 1945    |
| Cruz de Cavaleiro da Cruz de Ferro                               | 28 de março de 1943    |
| Cruz de Cavaleiro da Cruz de Ferro com Folhas de Carvalho nº 835 | 17 de abril de 1945    |